# Laphria sicula
Laphria sicula là một loài ruồi trong họ Asilidae. Laphria sicula được McAtee miêu tả năm 1919.